# Ahlen
Ahlen település Németországban, azon belül Észak-Rajna-Vesztfália tartományban. Lakosainak száma 53 278 fő (2023. december 31.). Ahlen Drensteinfurt, Lippetal, Beckum, Ennigerloh, Sendenhorst és Hamm községekkel határos.

## Népesség
A település népességének változása:
| Lakosok száma | 54 214 | 55 280 | 52 530 | 52 582 | 52 627 | 53 348 | 53 278 |
|               | 1975   | 2011   | 2017   | 2019   | 2021   | 2022   | 2023   |